# Chimarrhis latifolia
Chimarrhis latifolia är en måreväxtart som beskrevs av Paul Carpenter Standley. Chimarrhis latifolia ingår i släktet Chimarrhis och familjen måreväxter. Inga underarter finns listade i Catalogue of Life.